# Puzzle Bobble Mini
Puzzle Bobble Mini (パズルボブルミニ?, Pazuru Boburu Mini), conosciuto come Bust-A-Move Pocket in America del Nord, è un videogioco rompicapo sviluppato da Taito e pubblicato da SNK nel 1999 per la console Neo Geo Pocket Color.
Il gioco si rivela molto simile alla versione per PlayStation di Puzzle Bobble 2. Il titolo presenta tre modalità: Puzzle, nella quale il giocatore può salvare le proprie iniziali dopo che ha completato un livello nel minor tempo possibile, Vs. CPU, nella quale si può competere contro altri otto personaggi ed infine Survivor, dove si ha il compito di far scoppiare le bolle, prima che quest'ultime raggiungano la linea di fondo della mappa e portino alla fine della partita.

## Accoglienza
| Testata  | Giudizio |
| -------- | -------- |
| IGN      | 8/10     |
| GameSpot | 6.6/10   |

Il gioco ha ricevuto recensioni soprattutto positive, GameSpot gli ha dato come voto 6.6, affermando che il Neo Geo Pocket Color svolge un ottimo lavoro nel presentare Puzzle Bobble sulla console portatile mentre IGN gli ha conferito 8, confermando che nonostante la grafica sia molto semplice e colorata, la giocabilità si rivela di ottima qualità.